# Kyle MacLachlan
Kyle Merritt MacLachlan (Yakima, Washington, 22. veljače 1959.) je američki glumac. Najpoznatiji je po ulogama u filmovima "Plavi baršun", "Plesačice" i "Dina – pješčani planet". Osim na filmu aktivan je i na televizijskom ekranu gdje je ostvario zapažene uloge u TV serijama "Kućanice", "Twin Peaks" i "Seks i grad".